# Jiří Schelinger
Jiří Schelinger (Bousov, 1951. március 6. – Pozsony, 1981. április 13.) cseh rockénekes volt. Egy kis faluban született. Édesapja zenetanár, édesanyja pedig virágárus volt. Öccse, Milan Schelinger szintén zenész lett. Első együttese a Nothing But Nothing volt, amit még számos más követett. Első nagylemeze Báječní muži címen 1976-ban jelent meg. 1981-ben leugrott Pozsony egyik hídjáról, s szörnyet halt. 2004-ben felkerült a cseh zenészek dicsőséglistájára, a Beatová síň slávyra.

## Külső hivatkozások
- schelinger.ic.cz